# Wilfried Dotzel

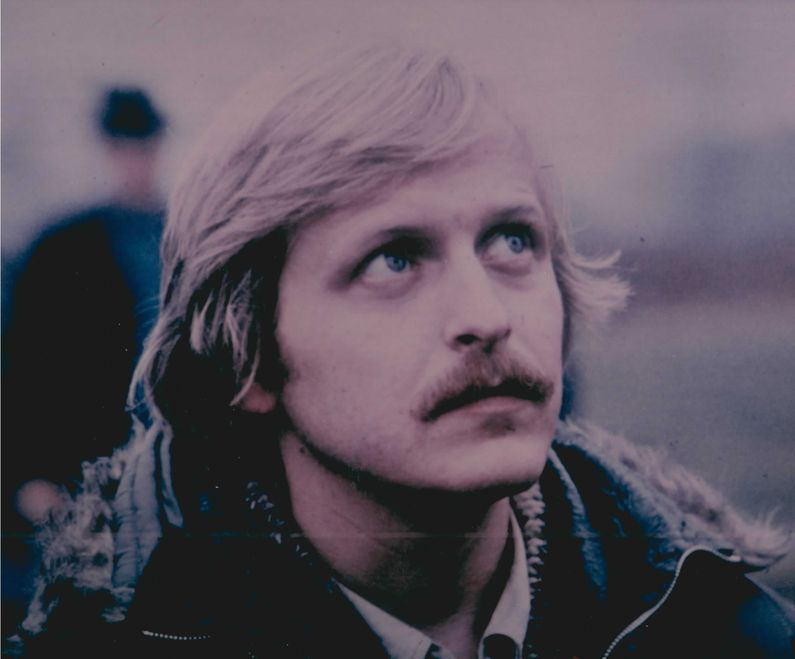
Wilfried Dotzel (1982)

Wilfried Dotzel (* 10. Juli 1947 in Schweinfurt; † 26. November 1993 in Hamburg) war ein deutscher Regisseur und Drehbuchautor, der vor allem als Regisseur von Vorabendserien erfolgreich war.

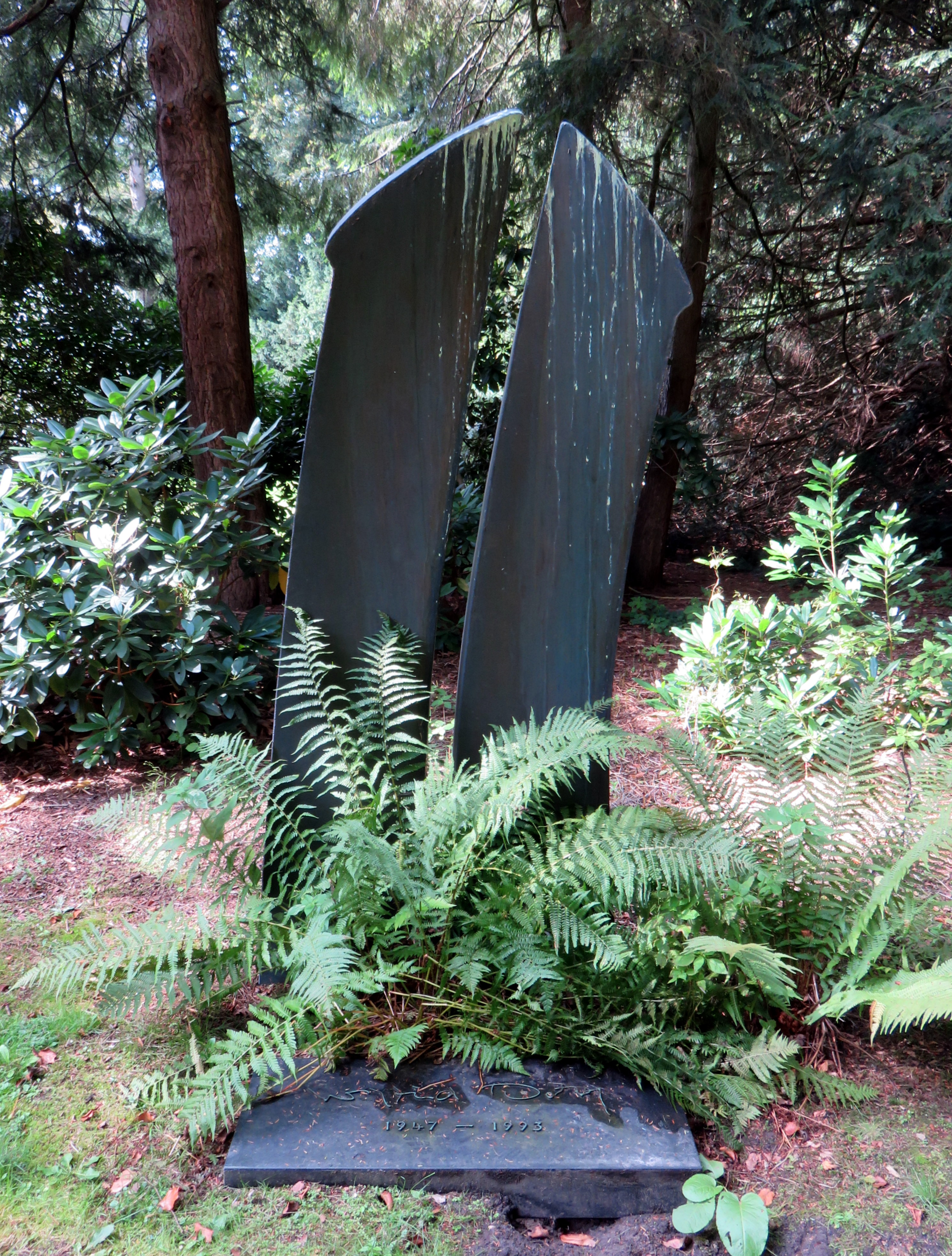
Grabstätte Wilfried Dotzel auf dem Friedhof Ohlsdorf

## Biographie
Wilfried Dotzel wurde in einer Kaufmannsfamilie geboren. Er absolvierte das Abitur am Alexander-Humboldt-Gymnasium in Schweinfurt, danach studierte er Theaterwissenschaften, Politologie und Geschichte an der Freien Universität in West-Berlin. Während des Studiums arbeitete er ein halbes Jahr als Schauspieler am Schillertheater. 1970 war er Assistent an der Schaubühne am Halleschen Ufer, danach ging er in gleicher Eigenschaft ans Nationaltheater Mannheim. Erfolge konnte er vor allem bei den Inszenierungen von Erdmanns Der Selbstmörder, Wedekinds Der Marquis von Keith und Lessings Minna von Barnhelm erzielen. 1974 ging er als Autor und Regisseur zum Fernsehen. Er heiratete am 4. Juni 1992 die Schauspielerin und Drehbuch-Autorin Monika Gabriel.
Wilfried Dotzel starb an einem Krebsleiden und wurde auf dem Hauptfriedhof Ohlsdorf in Hamburg beigesetzt im Planquadrat O 11 zwischen Cordesallee und Feuerwehrgräber.

## Regie bei Folgen und Serien
Dotzel führte auch bei den beiden Folgen Paul Trimmel - Hauptkommissar mit Gerd Kunath die Regie. Die ursprünglich geplante dritte Folge des NDR mit dem Autor Friedhelm Werremeier wurde nicht mehr produziert, da die Serie nicht an den Erfolg der Trimmel-Tatort-Folgen anknüpfen konnte; das Publikum verband die Hauptperson mit dem verstorbenen Hauptdarsteller Walter Richter.
- 1974 Lokalseite unten links
- 1977 Pariser Geschichten
- 1979 St. Pauli-Landungsbrücken (Fernsehserie, eine Folge)
- 1979 Kümo Henriette von Helga Feddersen
- 1980 Pariser Geschichten
- 1981 Gute Reise von Norbert Bartnik
- 1982 Ab in den Süden
- 1982 Gastspiele Direktion Gold
- 1984 Die Lehmanns 13-teilige Serie
- 1985 Mit Axel auf Achse
- 1985 Wer einmal lügt...
- 1985 Anruf genügt
- 1985 Berliner Weiße mit Schuß (eine Folge)
- 1986 Tatort Folgen
- 1987 Zwei alte Damen geben Gas
- 1987 Ein Plätzchen an der Sonne
- 1989 Zwei Münchner in Hamburg
- 1990 Die Piefke-Saga von Felix Mitterer
- 1990 Großstadtrevier

## Auszeichnungen
- 1982 Ehrende Anerkennung beim Adolf-Grimme-Preis für Gute Reise (zusammen mit Norbert Bartnik)